# Congregazione dei rosariani
La Congregazione dei Rosariani (in latino Congregatio Sanctissimi Rosarii, in inglese Rosarian Fathers) è un istituto religioso maschile di diritto pontificio: i membri di questa congregazione clericale pospongono al loro nome la sigla C.S.R.

## Storia
La congregazione, detta in origine dei Servi di Nostra Signora del Rosario, venne fondata dal sacerdote cingalese Anthony Thomas (1886-1964), religioso degli Oblati di Maria Immacolata che era stato molto attivo nella predicazione missionaria nella diocesi di Jaffna.
Su richiesta del vescovo di Jaffna Guyomard, suo confratello, rispondendo all'appello di papa Pio XI affinché si praticassero forme austere di vita contemplativa anche in terra di missione (encicliche Rerum Ecclesiae e Miserentissimus Redemptor), il 2 febbraio 1928 a Tholagatty aprì un monastero (o ashram) e vi impiantò una comunità dedita alla vita claustrale a imitazione dei trappisti.
La congregazione venne eretta canonicamente il 15 agosto 1934; le sue costituzioni, preparate dal fondatore nel 1928, ottennero l'approvazione diocesana il 18 febbraio 1939.
L'istituto venne approvato dalla Santa Sede l'8 giugno 2002.

## Attività e diffusione
I rosariani si dedicano alla preghiera contemplativa;  la loro spiritualità è di ispirazione mariana e praticano l'adorazione eucaristica perpetua; provvedono alle loro necessità con il lavoro manuale; osservano una mitigata forma di digiuno, con astinenza perpetua dalle carni (eccetto in caso di malattia).
Sono presenti soprattutto in India e Sri Lanka. Il moderatore supremo dei rosariani, che porta il titolo di Priore generale, risiede a Bangalore.
Nel 2004 la congregazione contava 20 case e 174 religiosi, 42 dei quali sacerdoti.